# Klaus-Peter Thiele
Klaus-Peter Thiele (ur. 14 grudnia 1940 w Meiningen, zm. 10 października 2011 w Berlinie) – niemiecki aktor filmowy i teatralny.

## Życiorys
Urodził się w niedużym miasteczku Meiningen w Turyngii, w rodzinie aktora i reżysera teatralnego Heino Thiele (matka – Elisabeth z d. Seiberlich). Powojenny ład ustanowiony w Europie przez aliantów spowodował, że dzieciństwo, młodość i większa część kariery zawodowej aktora miała miejsce w Niemieckiej Republice Demokratycznej. Najprawdopodobniej profesja jego ojca miała wpływ na wybór jego drogi zawodowej – po ukończeniu lokalnej szkoły średniej, rozpoczął studia aktorskie w „Hochschule für Schauspielkunst Ernst Busch” w Berlinie Wschodnim. Po jej ukończeniu występował na deskach teatrów w Parchim, Poczdamie, a po zjednoczeniu Niemiec – Hamburga, Monachium i Berlina. Od początku swojej aktorskiej kariery, przez niemal 30 lat związany był ze wschodnioniemiecką wytwórnią DEFA, a główna rola w filmie Przygody Wernera Holta z 1965 od razu zapewniła mu popularność w obydwu krajach niemieckich.
Wystąpił w ponad 80 filmach kinowych i telewizyjnych. Pojawiał się w produkcjach państw obozu socjalistycznego – dzięki występom w polskich filmach w latach 60.- 80., produkcjom czechosłowackim i wschodnioniemiecko-jugosłowiańskim był dość znanym i rozpoznawalnym aktorem wschodnioniemieckim w Polsce okresu PRL.
Zmarł na raka w Berlinie.

## Filmografia
- 1964 – Przygody Wernera Holta – Werner Holt
- 1967 – 1913 – Friedrich Staadler
- 1969 – Ostatnie dni – jeniec niemiecki Kurt
- 1969 – Białe Wilki – epizod
- 1972 – Kopernik – Retyk, uczeń Kopernika
- 1973 – Zuzanna i zaczarowany pierścień – epizod
- 1973 – Telefon 110 – epizod
- 1974 – Zwycięstwo – jeniec niemiecki Kurt
- 1976 – Wyzwolenie Pragi – Warder
- 1976 – Dagny – Paul
- 1976 – Człowiek przeciw człowiekowi – Eduard Tornten
- 1980 – Wyrok śmierci – obersturmbannführer Rudolf Foerster
- 1980 – Telefon 110 – epizod
- 1984 – Romans z intruzem – Ernst Hoffman
- 1985 – Zwycięstwo – Klaus Werner
- 1990 – Telefon 110 – epizod
- 1993 – Extralarge 2: Misja Kondora – Kurt

## Życie prywatne
Ze związku z malarką Rosemarie Rautenberg ma córkę Valeskę (ur. 1979), która chociaż „zaliczyła” aktorskie epizody w niemieckich filmach l. 90, obecnie jest niezależnym twórcą w branży muzycznej.